# راد گرم
راد گرم (به انگلیسی: Rod Grams) سناتور سابق عضو حزب جمهوری‌خواه ایالات متحده آمریکا بود. وی در سال ۱۹۹۵ تا ۲۰۰۱ میلادی سناتور ایالت مینه‌سوتا در سنای ایالات متحده آمریکا بود.